# Lookeen
Lookeen — дополнение для Microsoft Outlook, выпускаемое под лицензией shareware. Программа использует поисковый движок Lucene от Apache.

## Использование
Lookeen — это дополнение для Microsoft Outlook. Программа разработана в соответствии с рекомендациями компании Microsoft по дизайну надстроек. После установки программа автоматически интегрируется в рабочее пространство Microsoft Outlook.

## Поддерживаемые форматы почтовых ящиков
Lookeen поддерживые следующие типы учётных записей почты: POP3, IMAP, HTTP и Microsoft Exchange Server. Поддерживаются оба режима работы сервера exchange — с кэшированием и без него.
Это компактное приложение обеспечивает быстрый и удобный доступ к любым данным, содержащимся в сообщениях электронной почты, адресных книгах, рабочих календарях или списках задач Outlook. Продукт добавляет новую инструментальную панель в стандартный пользовательский интерфейс Outlook и предлагает производительные поисковые механизмы для обнаружения файловых вложений, архивов и папок exchange.

## Технология
Технология Lookeen Shared Index Sources, позволяет организовать быстрый и эффективный общий доступ к содержимому системы Outlook в масштабах всего предприятия. Новый механизм предоставляет возможности централизованного хранения и эксплуатации общедоступных индексов для быстрого обнаружения Outlook-данных, размещенных на корпоративных почтовых серверах и рабочих станциях.

## Централизованная индексация
Версия 2.0 поддерживает централизованную индексацию общих ресурсов (например, сетевых файлов, общих папок обмена). Этот общий индекс создаётся единожды и интегрируется клиентам через URL. Целью такого является сокращение сетевого и серверного трафика и сокращение размера индекса локального хранилища данных.

## Поддержка развёртывания для предприятий
Версия 2.0 поддерживает групповые политики для расширенного развёртывания: многие возможности (например, размещение индекса, размещение настроек, подключение источников, интервалы индексирования, лицензионные ключи и т.д.) могут быть определены администратором. Это даёт возможность использовать Looken в промышленных масштабах на крупных терминальных серверах или в окружении Citrix.